# Contea di Gaoqing
La contea di Gaoqing (桓台县S, Gāoqīng XiànP) è una contea della Cina, situata nella provincia dello Shandong e amministrata dalla prefettura di Zibo.